# Direzione generale per le risorse e l'innovazione
La Direzione generale per le risorse e l'innovazione (DGRI) del Ministero degli affari esteri si occupa degli aspetti relativi al funzionamento del Ministero per quanto riguarda la gestione del bilancio e del personale, diplomatico e non. Attraverso i suoi undici uffici, infatti, la DGRI procede alla valutazione, all'assegnazione e all'impiego delle risorse umane, in Italia e all'estero; al reclutamento del personale attraverso l'indizione di concorsi (fra i quali il concorso diplomatico) e l'assunzione di personale a contratto; alla risoluzione delle controversie fra dipendenti e il Ministero; alla gestione delle relazioni sindacali; al trattamento salariale e pensionistico dei dipendenti e al loro benessere; alla programmazione e alla gestione del bilancio finanziario. 
Il Direttore generale è attualmente il Ministro plenipotenziario Patrizia Falcinelli, in carica dal 20 novembre 2023.

## Riforme
La DGRI è stata istituita con il DPR 19 maggio 2010 n. 95, il regolamento che ha ridisegnato e razionalizzato l'assetto organizzativo del Ministero degli affari esteri. La DGRI ha così preso il posto della Direzione generale per le risorse umane e dell'organizzazione, assorbendo anche parte della ex Direzione generale per la gestione del patrimonio. Dal 2008 al 2014 la DGRI Ha compreso al suo interno anche l'Istituto diplomatico "Mario Toscano".